# Alfaguara
Alfaguara är ett spanskt bokförlag grundat 1964 av bland andra Camilo José Cela. De ger ut spanskspråkig litteratur i ett tjugotal länder och utdelar romanpriset Premio Alfaguara de Novela.

## Källa
”50 años de buena literatura” (på spanska). Alfaguara. Arkiverad från originalet den 30 december 2014. https://web.archive.org/web/20141230205105/http://50aniversario.alfaguara.com/50-anos-de-buena-literatura/.